# 上羅芝山
上羅 芝山（うえら しざん、1926年 - 1995年）は、前衛書道を代表する書道家。兵庫県出身。本名：上羅 了。

## 略歴
1926年（大正15年） - 兵庫県美嚢郡吉川町生まれ。三田中学校、台湾即督府台北師範学校本科卒業。上田桑鳩に入門し、宇野雪村に益を受ける。
1960年（昭和35年） - 兵庫県書作家協会理事長に就任。
1988年（昭和63年） - 芦屋市民文化賞受賞。
1991年（平成3年） - 兵庫県教職員組合芸術文化賞受賞。
1993年（平成5年） - 神戸市芸術文化功労賞受賞。
作品はニューヨーク近代美術館に収蔵されている。